# Gens Elia
La gens Elia (en latín, gens Aelia o gens Ailia) fue una gens plebeya de Roma, que floreció desde el siglo V a. C. hasta, al menos, el siglo III d. C., un período de casi ochocientos años. La ortografía arcaica «Ailia» se encuentra en monedas, pero no debe confundirse con «Allia», que parece haber sido una gens diferente. El primer miembro de la gens que obtuvo el consulado fue Publio Elio Peto en 337 a. C.
Bajo el imperio el nomen Elio aún fue más célebre. Fue el del emperador Adriano y consecuentemente de los Antoninos, a quienes él adoptó. Una serie de monumentos construidos por Adriano también llevan el nomen Elio.  El pons Aelius es un puente en Roma, conocido hoy como puente de Sant'Angelo. Pons Aelius también se refiere a un asentamiento romano en la Britania Inferior, hoy el lugar donde se alza Newcastle upon Tyne, mientras que Aelia Capitolina fue una colonia romana edificada sobre las ruinas de Jerusalén.

## Praenominausados por la familia
Los Elios usaron regularmente los praenomina de Publio, Sexto, Quinto y Lucio.  Hay también un ejemplo de Cayo entre los miembros más antiguos de la gens.

## Ramas ycognominade la familia
Los cognomina de esta familia son Cato, Galo, Grácil, Lamia, Ligur, Peto, Estayeno, Estilón y Tuberón (esto es, en latín, Catus, Gallus, Gracilis, Lamia, Ligur, Paetus, Staienus, Stilo y Tubero, respectivamente). Los cognomina que se encuentran en las monedas son Bala, Lamia, Peto y Sejano (en latín, Bala, Lamia, Paetus y Seianus). De Bala nada se sabe. Sejano es el nombre del favorito del emperador Tiberio, quien fue adoptado por uno de los Elios.

## Miembros de la familia

### Elios Petos
- Publio Elio, uno de los primeros cuestores plebeyos, en 409 a. C.[2]
- Publio Elio Peto, cónsul en 337 a. C., y uno de los primeros augures plebeyos en 300 a. C.
- Publio Elio Peto, edil plebeyo en 296 a. C.[3]
- Cayo Elio Peto, cónsul en 286 a. C.[4]
- Quinto Elio Peto, un pontífice que cayó en la batalla de Cannas, 216 a. C. Había sido candidato para el consulado aquel año.[5]
- Publio Elio Q. f. Peto, un jurista bien conocido, cónsul en 201 a. C.
- Sexto Elio Q. f. Peto Cato, un eminente jurista, cónsul en 198 a. C.
- Quinto Elio P. f. Q. n. Peto, cónsul en 167 a. C.

### Elios Tuberones
- Publio Elio Tuberón, pretor en 201 y 177 a. C.
- Quinto Elio Tuberón, tribunus plebis en 194 a. C., propuso el establecimiento de colonias entre los brucios y los turios, y nombró un comisionado para la fundación de esta última colonia.[6]
- Quinto Elio Tuberón, sirvió bajo su yerno, Lucio Emilio Paulo, en la guerra contra Perseo.
- Quinto Elio Q. f. Tuberón, un jurista, pretor en 123 y consul suffectus en 118 a. C.
- Lucio Elio Tuberón, un amigo y pariente de Cicerón.
- Quinto Elio L. f. Tuberón, un jurista, padre del que fue cónsul en el año 11 a. C.
- Quinto Elio Tuberón, cónsul en el año 11 a. C.

### Otros
- Publio Elio Ligo, cónsul en 172 a. C.[1]
- Lucio Elio Estilón Preconino, un gramático, y maestro tanto de Varrón como de Cicerón.
- Elio Ligur, tribuno de la plebe en 57 a. C., opuesto a la vuelta de Cicerón, según el cual, él había adoptado un nomen al que no tenía derecho.[7]
- Elio Promoto, un antiguo médico de Alejandría, quizá durante el siglo I a. C.
- Lucio Elio Lamia, cónsul el año 3.
- Sexto Elio Cato, cónsul en el año 4.
- Elio Teón, un sofista del siglo I.
- Elio Cato, un comandante, posiblemente el mismo que Sexto Elio Cato.
- Sejano, prefecto pretoriano bajo el emperador Tiberio.
- Elia Petina, esposa del emperador Claudio.
- Lucio Elio Lamia, cónsul en el año 80.
- Publio Elio Trajano Adriano, emperador desde el año 117 hasta el 138.
- Elio Dionisio, un rétor griego durante el reinado de Adriano.
- Lucio Elio César, heredero de Adriano, cónsul en el año 137.
- Tito Elio Adriano Antonino Pío, emperador desde el año 138 hasta el 161.
- Lucio Elio Lamia Silvano, casado con Aurelia Fadila, la hija de Antonino Pío.[1]
- Elio Arístides, un orador del siglo II.
- Publio Elio Fortunato, un pintor del siglo II.
- Lucio Elio Aurelio Cómodo, más conocido como Lucio Elio Vero, emperador con Marco Aurelio desde el año 161 hasta el 169.
- Lucio Elio Aurelio Cómodo, el hijo de Marco Aurelio; emperador desde 176 hasta 192.
- Elio Marciano, un jurista de principios del siglo III.
- Elio Esparciano, un historiador, y uno de los autores de la Historia Augusta.  Escribió las vidas de varios emperadores desde Adriano hasta Caracalla.
- Elio Donato, un gramático y maestro de retórica del siglo IV.